# Liste der portugiesischen Botschafter im Südsudan
Die Liste der portugiesischen Botschafter im Südsudan listet die Botschafter der Republik Portugal im Südsudan auf. Die Länder unterhalten seit der südsudanesischen Unabhängigkeit 2011 diplomatische Beziehungen.
Bislang akkreditierte sich noch kein Botschafter Portugals selbst in der südsudanesischen Hauptstadt Juba, das Land gehört weiterhin zum Amtsbezirk des portugiesischen Botschafters in Äthiopien. Auch eine eigene Botschaft eröffnete Portugal dort bislang nicht (Stand 2019).

## Missionschefs
| Name                                       | Bild     | Amtszeit  | Anmerkungen                            |
| Südsudan                                   | Südsudan | Südsudan  | Südsudan                               |
| ------------------------------------------ | -------- | --------- | -------------------------------------- |
| António Luís Peixoto Cotrim                |          | ab 2011   | Botschafter mit Amtssitz Addis Abeba   |
| Afonso Henriques Abreu de Azeredo Malheiro |          | ab 2015   | Botschafter mit Amtssitz Addis Abeba   |
| Helena Maria Rodrigues Fernandes Malcata   |          | seit 2018 | Botschafterin mit Amtssitz Addis Abeba |